# Anatole Dussaut
Anatole Martial Dussaut (1857-1906) was een Franse dammer die in 1884, 1885 en 1894 winnaar werd van een groot "internationaal" (met bijna uitsluitend Franse deelnemers) toernooi dat als officieus wereldkampioenschap beschouwd kan worden. In 1899 verloor hij een match van Isidore Weiss met 1-5.

## Palmares
- 1885:  Frans kampioen, vaak geaccepteerd als WK-titel
- 1886:  Frans kampioen, vaak geaccepteerd als WK-titel
- 1887:  Frans kampioen, vaak geaccepteerd als WK-titel

1885-1894 Dussaut · 1895 Leclercq · 1899-1911 Weiss · 1912-1912 Molimard · 1912 Hoogland · 1925 Bizot · 1926, 1931-1932 Fabre · 1928 Springer · 1933-1938 Raichenbach · 1945, 1947 Ghestem · 1948-1954 Roozenburg · 1956 Deslauriers · 1958, 1959, 1961, 1963, 1965, 1967, 1974 Koeperman · 1960, 1964 Sjtsjogoljev · 1963 Sy · 1968-1971 Andreiko · 1972, 1973 Sijbrands · 1976, 1977, 1981, 1983-1984 Wiersma · 1978, 1980, 1984, 1985 Gantvarg · 1982 Van der Wal · 1986, 1987 Dybman · 1988-1993, 1995, 1996, 2001, 2005 Tsjizjov · 1994 Valneris · 1998, 2007, 2009, 2017, 2021 Sjvartsman · 2003-2004, 2006, 2011-2015, 2019 Georgiejev · 2016, 2018, 2022 Boomstra · 2023 Anikejev